# Baklani
Baklani (en rus: Бакланий) és un poble de l'óblast d'Astracan, a Rússia, segons el cens del 2010 no tenia cap habitant.